# Усаченко Лариса Михайлівна

Усаченко Лариса Михайлівна — громадська діячка, волонтерка, професор; Секретаріат Президента України, колишній радник Глави Секретаріату Президента України; голова Профспілки фермерів та приватних землевласників України.

## Освіта
- 1997 року - Одеський сільськогосподарський інститут — лікар ветеринарної медицини.
- 2005 року - Національна академія державного управління при Президентові України — магістр державного управління,
- 2005 року - Європейський університет — спеціаліст з економіки підприємства,
- 2008 року - Харківський національний університет внутрішніх справ — юрист.

Вільно володіє українською, російською та латинською мовами; англійська — розмовна.

## Трудова діяльність
Народний депутат України 4 скликання. Член Комітету з питань Регламенту, депутатської етики та організації роботи ВР України з 06.2005 року.
2012  — 2014 роки — завідувач кафедри державного управління Національного університету біоресурсів і природокористування України.
2011—2012 роки — Національне об'єднання по племінній справі у тваринництві «Укрплемоб'єднання», генеральний директор.
2011 рік — Державне підприємство "Науково-дослідний виробничий агрокомбінат «Пуща-Водиця», генеральний директор.
2009—2011 роки — Інститут законодавства Верховної Ради України, головний консультант відділу проблем розвитку національного законодавства.
01-02.2010 рік - завідувач відділу проблем розвитку національного законодавства.
з 2008 року — професор за сумісництвом Національної академії державного управління при Президентові України.
2008 рік — кафедра  ветсанекспертизи Львівського національного університету ім. Гжицького. 2008 рік— голова Київської обласної організації Єдиного Центру .
2007—2009 роки — Секретаріат Президента України, Радник Глави.
2006—2007 роки — Міністерство аграрної політики України, директор Департаменту рибного господарства.
2005—2006 роки — керівник виборчої кампанії НСНУ до ВР України в Черкаській області, Верховна Рада України, народний депутат України IV скликання, м. Київ. Від Блоку Віктора Ющенка «Наша Україна», № 90 в списку. Член фракції «Наша Україна».
2005 рік— голова Ради Міжнародної громадської організації «Світ Родини».
з 2005 року— член Комітету з питань Регламенту, депутатської етики та організації роботи ВР України.
З 2003 року— викладач[де?].
2002—2005 роки — Верховна Рада України, помічник-консультант народного депутата України Віктора Ющенка.
1990—2002 роки — Херсонська обл., Бериславський р-н, радгосп «Урожайний», головний ветеринарний лікар, голова фермерського господарства «Саша».
Відзнаки: 
- Трудова відзнака «Знак Пошани» Мінагрополітики України (2005 р.).
- Почесна грамота «За особливі заслуги перед Українським народом» Головою Верховної Ради України (2006 р.).
- Орден «За заслуги» ІІІ ступеню, Президентом України (2007 р.).
- Почесне звання «Заслужений діяч науки і техніки України», Президентом України (2009 р.).
- Орден «За заслуги» III ступеня (11.2005).

Автор 4 монографій, ряду підручників, навчальних посібників, методичних матеріалів та курсу лекцій до модуля навчальних дисциплін, понад 70 наукових праць, винаходу — патенту на корисну модель України № 23153.